# 申克氏孢子絲菌
申克氏孢子絲菌（學名：Sporothrix schenckii）是孢子絲菌屬的一種真菌，分布於全球，常見於土壤與腐爛的植物組織中。本種真菌可感染人類，造成稱為孢子絲菌症（玫瑰園丁症）的皮下感染，感染途徑一般是透過皮膚上的傷口，可感染免疫正常的人群，但通常可以抗真菌劑治癒，鮮少造成生命威脅。申克氏孢子絲菌為雙態性真菌，在環境中以菌絲的型式生長，在宿主體中則以酵母菌的型式生長。

## 生活環境

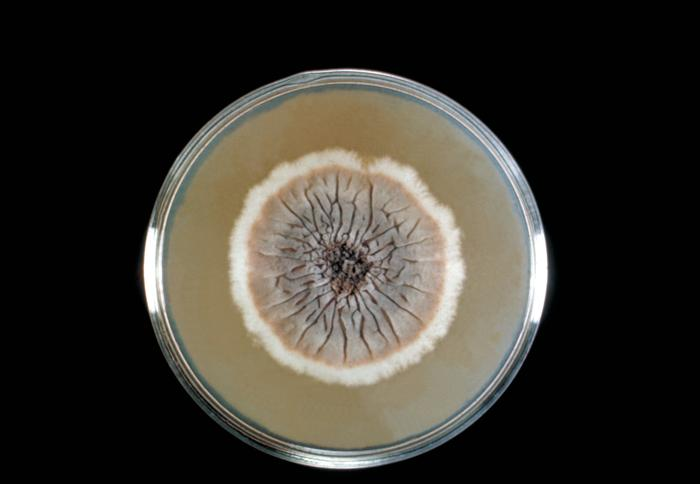
在沙鮑弱氏瓊脂（一種常見的真菌培養基）中培養的申克氏孢子絲菌

申克氏孢子丝菌通常存在於土壤，以分解泥炭蘚的植物殘骸為生。申克氏孢子丝菌具有溫感二形性，在攝氏25度培養下呈菌絲狀，表面有皺紋，顏色則從一開始的白色轉成深棕色；在37度培養則呈灰棕色、雪茄形的單細胞酵母菌狀。申克氏孢子絲菌雖分布於全球，但在非洲、澳洲及拉丁美洲發生率最高。

## 感染
申克氏孢子絲菌會造成稱為孢子絲菌病的皮下感染，其感染主因通常是植物造成的皮膚創傷，所以患者以農夫與圓丁居多，而玫瑰刺傷尤其是典型的例子，因此此病又被稱為“玫瑰園丁症”（rose-gardener's disease）。感染時，申克氏孢子絲菌會先在傷口形成稱為癤瘤的硬塊，並進一步發展成淋巴結瘤，在皮膚表面造成壞死。如不治療則將從淋巴管擴散，甚至侵入肺部。孢子絲菌症的患者因大規模的潰傷，有時會被誤診為壞疽性膿皮症。

## 診斷與治療
由於很難直接從創口尋找酵母菌狀的申克氏孢子絲菌，因此此病的診斷通常是從檢體培養較為有效，在顯微鏡下根據其特徵與溫感二形性加以判斷。申克氏孢子絲菌的感染通常用碘化鉀治療，Amphotericin B與氟胞嘧啶也對治療有效。另外由於申克氏孢子絲菌耐熱性低，在患部熱敷也有助病情改善。

## 延伸閲讀
- Fungus Page: Sporothrix schenckii, cause of Rose-picker's Disease （页面存档备份，存于）
- EMedicine: Sporotrichosis （页面存档备份，存于）
- Adelaide University: Sporothrix schenckii
- American Society for Microbiology: Sporothrix schenckii and Sporotrichosis （页面存档备份，存于）
- Microbe wiki: Sporothrix schenckii （页面存档备份，存于）